# Sumska Obwodowa Administracja Państwowa
Sumska Obwodowa Administracja Państwowa – obwodowa administracja państwowa (ODA), działająca w obwodzie sumskim Ukrainy. Na czas wojny z Rosją administracja jest przekształcona w organ administracji wojskowej.

## Przewodniczący ODA
- Anatolij Epifanow (przedstawiciel prezydenta, od 23 marca 1992 do 7 lipca 1994)
- Anatolij Epifanow (od 7 lipca 1994 do 8 maja 1998)
- Mark Berfman (od 8 maja 1998 do 30 marca 1999)
- Wołodymyr Szczerbań (od 30 marca 1999 do 25 kwietnia 2002)
- Jurij Żarkow (od 25 kwietnia do 14 listopada 2002)
- Wołodymyr Szczerbań (p.o., od 14 listopada 2002 do 21 stycznia 2005)
- Mykoła Ławryk (od 4 lutego do 12 grudnia 2005)
- Nina Harkawa (p.o., od 13 grudnia 2005 do 24 listopada 2006)
- Wołodymyr Sapsaj (od 24 listopada do 26 grudnia 2006)
- Pawło Kaczur (od 26 grudnia 2006 do 6 kwietnia 2008)
- Mykoła Ławryk (p.o., od 7 kwietnia 2008 do 19 lutego 2009)
- Mykoła Ławryk (od 19 lutego 2009 do 6 kwietnia 2010)
- Jurij Czmyr (od 6 kwietnia 2010 do 19 grudnia 2013)
- Ihor Jahowdyk (od 19 grudnia 2013 do 24 lutego 2014)
- Wołodymyr Szulha (od 2 marca do 16 września 2014)
- Wiktor Czerniawski (p.o., od 18 września 2014)
- Mykoła Kłoczko (od 26 grudnia 2014 do 11 czerwca 2019)
- Wadym Akpierow (p.o., od 11 do 27 czerwca 2019)
- Iryna Kurpiejczyk (p.o., od 27 czerwca 2019 do 13 lutego 2020)
- Dmytro Żywycki (od 13 lutego do 13 września 2020)
- Roman Griszczenko (p.o., od 13 września do 5 listopada 2020)
- Serhij Pahołczuk (p.o., od 5 do 23 listopada 2020)
- Wasył Homa (od 23 listopada 2020 do 25 czerwca 2021)
- Dmytro Żywycki (od 25 czerwca 2021 do 24 stycznia 2023)
- Taras Sawczenko (p.o., od 24 stycznia do 12 kwietnia 2023)
- Wołodymyr Artiuch (od 12 kwietnia 2023 do 17 kwietnia 2025)
- Ołeh Grygorow (od 17 kwietnia 2025)